# Девід Гоггінс
Девід Ґоґінс (Гоггінс) (англ. David Goggins; нар. 17 лютого 1975, Баффало, ⁣США) — американський «морський котик» у відставці, а також ультрамарафонець, велосипедист на ультрадовгі дистанції, ⁣тріатлоніст, оратор, автор двох автобіографічних книг. За його спортивні досягнення включений до Міжнародного залу спортивної слави США. У 2018 році Ґоґінс також отримав нагороду американізму Ветеранів іноземних війн США за його службу в Збройних силах США. У тому ж році він випустив книгу бестселер «Нью-Йорк таймс»: «Мені Неможливо Завдати Болю: Опануй Свій Розум та Кинь Виклик Труднощам» (англ. Can't Hurt Me: Master Your Mind and Defy the Odds). Учасник бойових дій в Афганістані та Іраку. Виступив головним героєм книги «Життя з „морським котиком“: 31 День Тренування з Найвитривалішим Чоловіком на Планеті» (англ. Living with a SEAL: 31 Days Training with the Toughest Man on the Planet) підприємця Джессі Ітцлера, що написав її після того, як прожив разом із Ґоґінсом місяць важких тренувань.

## Ранні роки та освіта
Девід народився 17 лютого 1975 року в сім'ї Ґоґінсів: батько Трунніс, а мати Джекі. Він проживав у місті Вільямсвілл, штату Нью-Йорк, з його батьками та братом, Труннісом молодшим, на вулиці Парадайз Роуд. Хоч у його районі мешкали «зразкові громадяни, що складалися з білих людей», Ґоґінс описує свій досвід перебування вдома як «пекло на землі». Батько Девіда був власником майданчика для роликових ковзанів під назвою «Скейтленд», розташований у районі Іст Баффало, штату Нью-Йорк. У шість років, Ґоґінс разом із родиною часто працював у нічну зміну в «Скейтленд». Мати Девіда покинула його батька через жорстоке поводження в сім'ї та, зрештою, переїхала разом із дітьми до її батьків у місто Бразіл, штату Індіана.
Ґоґінс перейшов у другий клас у маленькій католицькій школі та пройшов Перше причастя. Його брат, Трунніс молодший, повернувся до Баффало, щоб жити з батьком. Коли Девід перейшов у третій клас, йому поставили діагноз — розлад навчання. Йому також було складно навчатися через те, що він страждав від токсичного стресу (тривалої активної реакції на стрес, що часто поєднана із відсутністю підтримки близьких та позитивних стосунків) через насильство над дітьми, яке він пережив під час його дитячих років у місті Баффало, штату Нью-Йорк. Через стрес у нього розвинулося заїкання. Ґоґінс розповідає, що через це він постійно був у стані «Бийся або тікай», страждаючи від соціофобії.
Девід зазнавав проявів расизму. На той час існував місцевий осередок Ку-клукс-клану в місті Бразіл, штату Індіана. Ґоґінс згадує, як одного разу побачив на своєму зошиті з іспанської напис: «Ніґґер (sic!) ми вб'ємо тебе». Також, коли Девіду було 16, на дверцятах його автівки один зі студентів написав слово «ніґґер» за допомогою балончика з фарбою.
Перед вступом в університет Ґоґінс відвідував курс підготовки орієнтований на парашутно-рятувальні стрибки. Його дід служив у Військово-повітряних силах, що й надихнуло Девіда.

## Кар'єра
Ґоґінс подав запит на вступ до парашутистів-рятівників Повітряних сил США й був прийнятий на навчання, під час якого, йому діагностували Серпоподібноклітинну анемію, тож його тимчасово відсторонили. Натомість він став учасником тактичної групи управління повітряним рухом Військово-повітряних сил США від 1994 до 1999 року, після чого залишив Повітряні сили США. Однією з причин був страх води.
Пропрацювавши певний час, він покинув свою тогочасну роботу дезінсектора тарганів у компанії Еколаб (англ. Ecolab), щоб стати «морським котиком». Тоді Девід мав вагу тіла, що не підлягала під вимоги для прийняття. Проте він вступив до лав резервістів, схуднувши на 48 кг за три місяці, врешті-решт виконавши потрібні фізичні вимоги, щоби почати тренування як «морський котик». Він закінчив підготовку базового підводного саботажу «морських котиків» (англ. Basic Underwater Demolition/SEAL [BUD/S] Training) у 2001 році. Опісля пройшов кваліфікаційну підготовку «морських котиків» (англ. SEAL Qualification Training [SQT]) та по завершенню випробувального періоду, він здобув класифікацію військовослужбовців Військово-морських сил США 5326 як «бойовий плавець („морський котик“)» та був зарахований до 5-ї команди «морських котиків». У 2004 році Ґоґінс закінчив школу рейнджерів армії США, та отримав орден «Рядового честі» (англ. Enlisted Honor Man), здобувши цілковиту повагу від його колег по службі.  За свою двадцятирічну військову кар'єру, Ґоґінс служив в Іраку та Афганістані.
4 грудня, 2018 року була опублікована Девідова автобіографічна книга-самопоміч «Мені Неможливо Завдати Болю: Опануй Свій Розум та Кинь Виклик Труднощам» (англ. Can't Hurt Me: Master Your Mind and Defy the Odds). У ній він згадує «правило 40 %», його віру в те, що більшість людей, навіть зі значними зусиллями, використовують лише 40 % своїх можливостей. Продовження під назвою «Без Фінішу: Звільни Свій Розум та Виграй Війну Всередині Себе» (англ. Never Finished: Unshackle Your Mind and Win the War Within) була опублікована 4 грудня 2022 року.

## Благодійність
Після того, як декілька його армійських друзів загинуло в Афганістані внаслідок падіння гвинтокрила у 2005 році під час операції «Червоні крила», Ґоґінс почав бігати на довгі дистанції, щоб залучити гроші для Фонду воїнів спеціальних операцій, що надає стипендії та гранти для дітей загиблих солдатів-учасників спеціальних операцій. Беручи участь у змаганнях на витривалість, у тому числі триразово в ультрамарафоні «Бедвотер» (англ. Badwater), Ґоґінс зібрав понад 2 мільйони доларів США.
Щоб узяти участь в одному з найскладніших ультрамарафонів у світі — «Бедвотер», Девіду необхідно було пробігти, хоча б 100 миль (≈160 км) за 24 години, щоб продемонструвати свою готовність до забігу. За словами Девіда, це було найболіснішою річчю, яку він пережив за все своє життя, адже він не був фізично підготований до подібного. На сімдесятій милі зі ста, Ґоґінс уже не мав жодних сил та відчував неймовірний біль у всьому тілі, проте все ж таки продовжив бігти, розуміючи важливість допомоги для фонду. Цей досвід та біль, за його словами, допомогли «перебороти певну ментальну стіну», тож він зрозумів, на що справді спроможний.

## Спортивні досягнення
За свою спортивну кар'єру в ролі ультрамарафонця (з 2005 року) Девід фінішував не менше ніж у 50 змаганнях, з яких не менше, ніж у десяти — зайняв перше місце.
У 2005 році, Ґоґінс узяв участь у 24-годинному марафоні на 100 миль у Сан-Дієго, під назвою «Сан Дієго Ван Дей» (англ. San Diego One Day). Потім у «Рок-н-Рол Лас-Вегас» (англ. Rock 'n' Roll Las Vegas), пробігши його за кваліфікаційний час необхідний для Бостонського марафону.
У 2006 році взяв участь у марафоні «Харт 100» (англ. HURT 100) на гавайських пагорбах над містом Гонолулу. Ґоґінс був запрошений до марафону «2006 Бедвотер-135», де він фінішував 5-м у загальному рейтингу.
Також у 2006 році він брав участь у чемпіонаті світу з триатлону «Юльтрамен» (англ. Ultraman World Championships Triathlon) на Гаваях, посівши друге місце в триденній гонці на 320 миль (≈515 км).
У 2007 році Ґоґінс посів третє місце в загальному рейтингу ультрамарафону «Бедвотер» на 135 миль (≈217 км).
2008 року, щомісячний біговий журнал Runner's World титулував його «Героєм бігу».
У 2009 році взяв участь у велосипедній гонці на 508 миль (818 км) під назвою «Furnace Creek 508».
2013 року Девід фінішував 18-м в ультрамарафоні «Бедвотер» на 135 миль, після перерви від участі в ньому з 2008 року. Також у тому ж році Ґоґінс встановив світовий рекорд за кількістю підтягувань за 24 години — 4030 разів за 17 годин. Рекорд був внесений до книги рекордів Гіннесса, проте через деякий час був побитий.
У 2016 році Ґоґінс переміг у забігу «Інфінітус 88к» (англ. Infinitus 88k) подолавши 88 км за 12 годин. Того ж року він виграв забіги «Мьюзик Сіті Ультра 50к» (англ. Music City Ultra 50k) та «Стролінг Джим» на 40 миль (≈64 км) (англ. Strolling Jim 40 Miler).
У 2020 році Ґоґінс пробіг ультрамарафон «Moab 240», посівши 2-ге місце на дистанції 241 миля (≈388 км) із часом 63 години 21 хвилина, приблизно на 95 хвилин відставши від переможця забігу Мішеля Ґралья.